# 歐格雷 (密歇根州)
歐格雷（英語：Au Gres，/ˈɔːɡreɪ/ AW-gray）是一個位於美國密歇根州阿勒納克縣的城市。

## 人口
根據2020年美國人口普查的數據，歐格雷的面積為6.16平方千米，當中陸地面積為5.90平方千米，而水域面積為0.26平方千米。當地共有人口945人，而人口密度為每平方千米153人。